# 油煙
油煙(oil mist)とは、気体中に1～10μm程度の油滴が浮遊しているものを指す。

## 発生要因
油煙は、高温の燃料油、潤滑油、作動油などの油が狭い隙間から噴射される場合や、漏れた油が高温の面に触れて気化し、低温の空気に接触することで生じることがある。工場などでは機械を高速稼働させる場合に潤滑や冷却のために使用される油が微粒子化して発生する。また、飲食店での厨房でも発生する。

## リスク
- 有毒な機械油が皮膚に触れたり呼吸器に入ることによる作業員の健康被害や、油そのものに発火した場合の火災、飛散した油による転倒事故がリスクとして指摘される[1]。